# City of Dubbo
City of Dubbo var en kommun i Australien. Den låg i delstaten New South Wales, i den sydöstra delen av landet, omkring 290 kilometer nordväst om delstatshuvudstaden Sydney. 2014 var antalet invånare 40 975.
Kommunen upphörde den 12 maj 2016 då den slogs samman med Wellington Council och uppgick i det nya självstyresområdet Western Plains Regional Council, ett namn som dock inte blev särskilt populärt och byttes till Dubbo Regional Council den 2 december 2016.
Utöver huvudorten Dubbo ingick även samhällena Eulomogo, Wongarbon, Mogriguy, Minore, Eumungerie och Brocklehurst i City of Dubbo.